# Gare de Teting
Gare de Teting – przystanek kolejowy w miejscowości Teting-sur-Nied, w departamencie Mozela, w regionie Grand Est, we Francji. Jest zarządzana przez SNCF i obsługiwana przez pociągi TER Grand Est.

## Położenie
Znajduje się na linii Rémilly – Stiring-Wendel, na km 21,843  pomiędzy stacjami Faulquemont i Saint-Avold, na wysokości 250 m n.p.m.

## Linie kolejowe
- Linia Rémilly – Stiring-Wendel